# Église Notre-Dame-de-l'Assomption de Saint-Dizier
Pour les articles homonymes, voir Église Notre-Dame-de-l'Assomption.
L'église Notre-Dame-de-l'Assomption est une église gothique du XIIIe siècle, située dans la commune de Saint-Dizier, dans le département de la Haute-Marne. 

## Historique

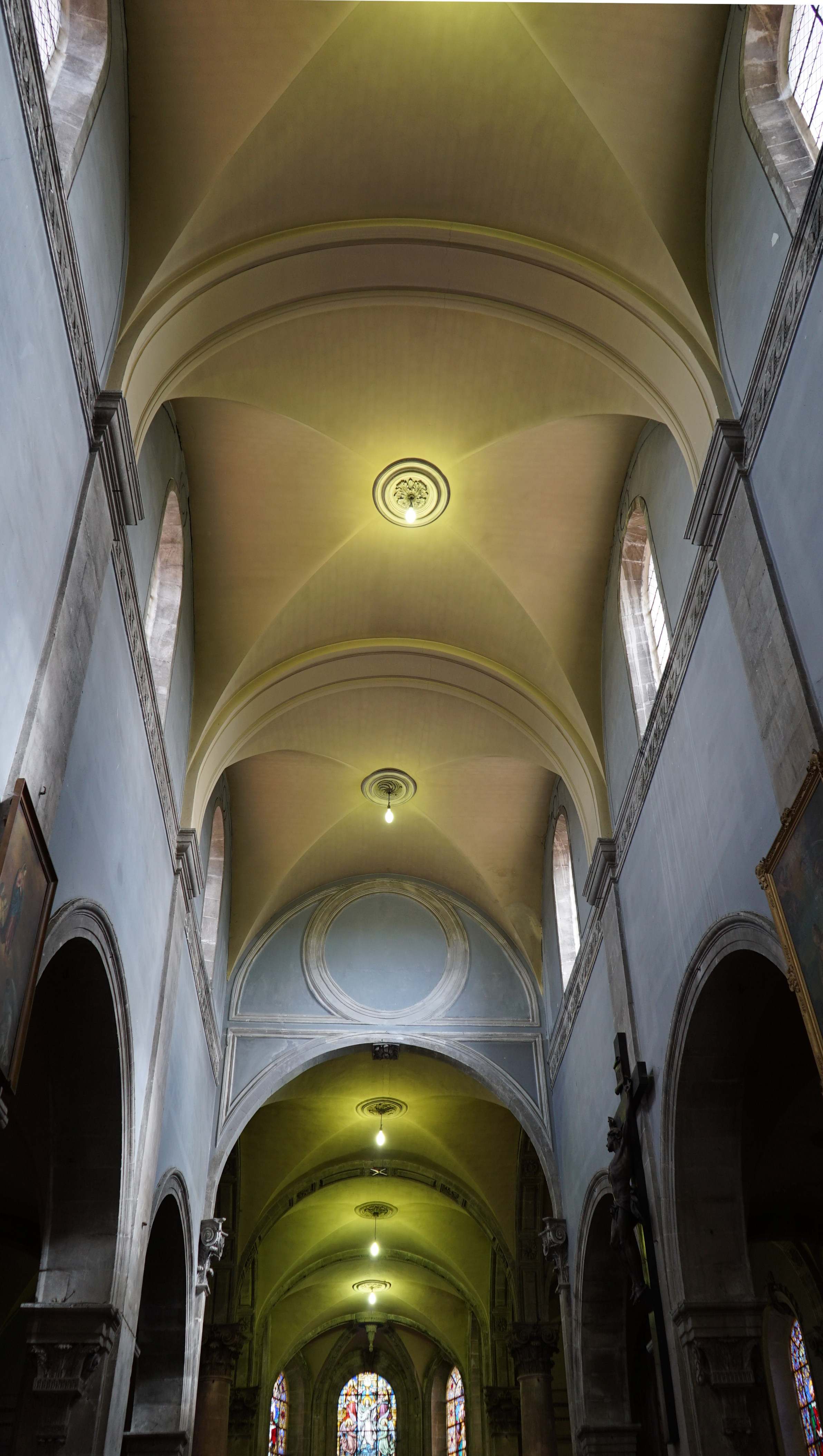
La nef.

L’église Notre-Dame-de-L’Assomption a commencé à être édifiée en 1202 sur ordre de Guy II de Dampierre et de Bourbon, elle est alors au centre de la ville ; elle dépendait à ce moment du diocèse de Châlons. Mais elle est endommagée et Louis XIII fait réfection de la tour et y fait encastrer quatre boulets et apposer « Ces ruines faites par Charles V en l'an 1544 régnant Fraçois I ont esté reparée du reigne de Louis 13 en 1634 ». L'église est en grande partie reconstruite après l'incendie de 1775 qui ravage une grande partie de la ville ; la ville prend à sa charge la réfection confiée à Darsonval, architecte à Châlons-sur-Marne. La tranche 1779-82 finie, Philippe d'Orléans prend en charge la reconstruction du chœur entre 1788 et 1790 par l'architecte Joyeuse de Châlons. Avec la Révolution française, le temple de la Raison prend la place et les objets, statues disparaissent alors. Elle revient au culte catholique avec le Concordat de 1801 et d'importants travaux, suppression du plafond de la nef, et restitution des chapelles de la Vierge et de saint Joseph.

## Architecture
La façade ouest est formée de trois portails et d'une tour au sud. Le grand portail est surmonté d'une large baie ogivale géminée, ayant à gauche un petit portail et à droite une tour carrée avec une plate-forme à balustrade en son sommet. Toutes les statues du portail ont disparu.
Elle est à trois vaisseaux et quatre travées. 

### Orgues
Elle abrite un orgue provenant de l'abbaye de Larrivour près de Lusigny-sur-Barse et réalisé par Jean Richard ou Jacques Crochu entre 1740-50, il fut déplacé en l'église en 1791. Aristide Cavaillé-Coll en 1862 modifie l'orgue en gardant le buffet et les tuyaux. Cet orgue classé fut inauguré par un concert de Camille Saint-Saëns le 23 octobre 1862. Cavaillé-Coll le remanie en 1869 et 1886, en 1935 Louis Georgel remanie le positif.

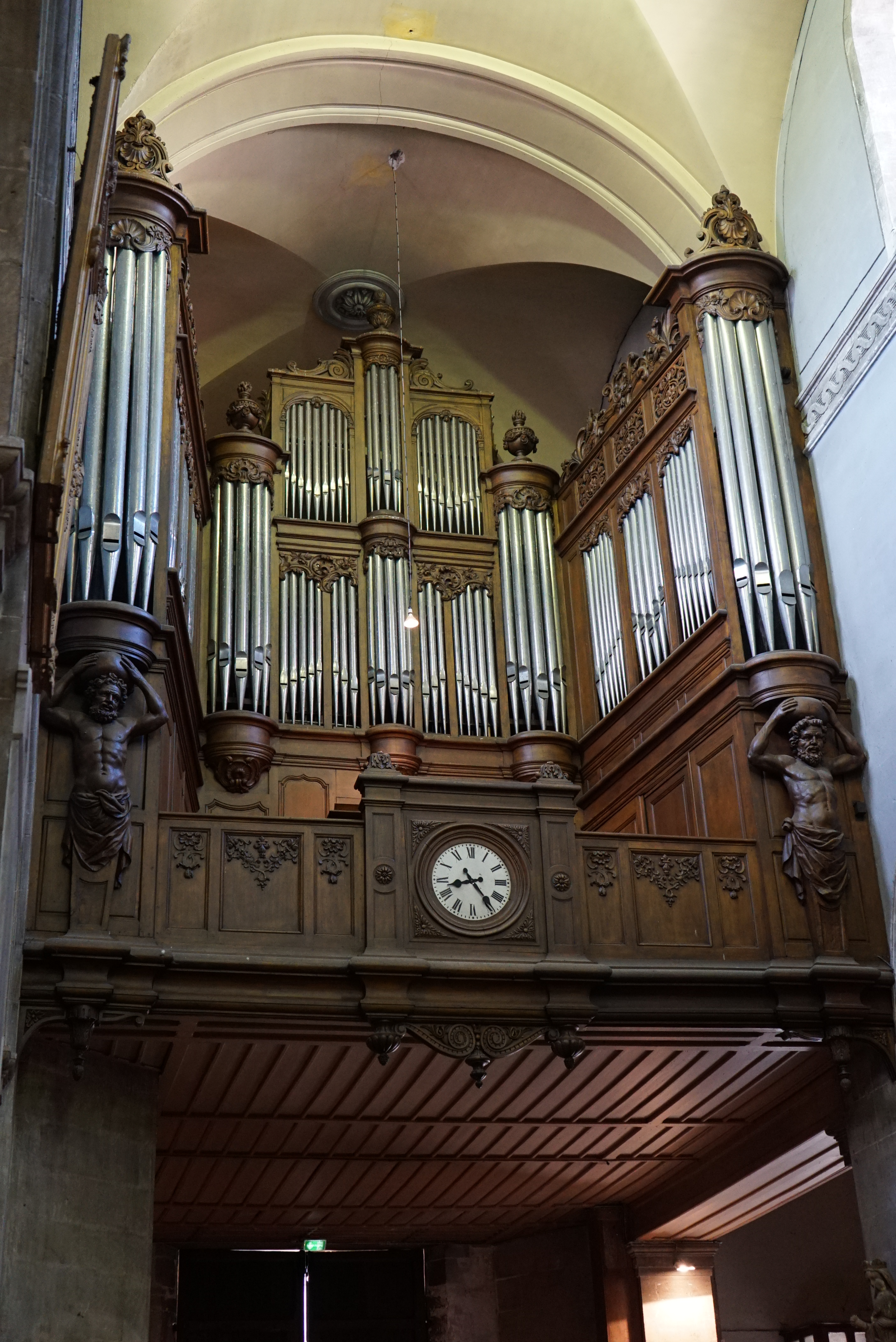
L'orgue et la tribune.

Un autre, dans le chœur, est l'œuvre de Ducrotet en 1848,  puis  il est repris en 1904 par Mutin ; ces modifications sont classées, pas celle plus tardive faite par Georgel.

### La chapelle sud ouest
Elle garde une mise au tombeau du XVIe siècle dans un écrin rehaussé d'un vitrail relatant la translation de saint Marcien, évêque de Tortone.

### Sculptures
Une sainte Barbe, un Christ aux liens du XVIIe siècle, une Vierge à l'enfant du XVe siècle déplacée du linteau du portail, elle est en bois. Un Christ des fonderies de Sommevoire de 1860, un saint Nicolas en pierre du XVIe siècle.

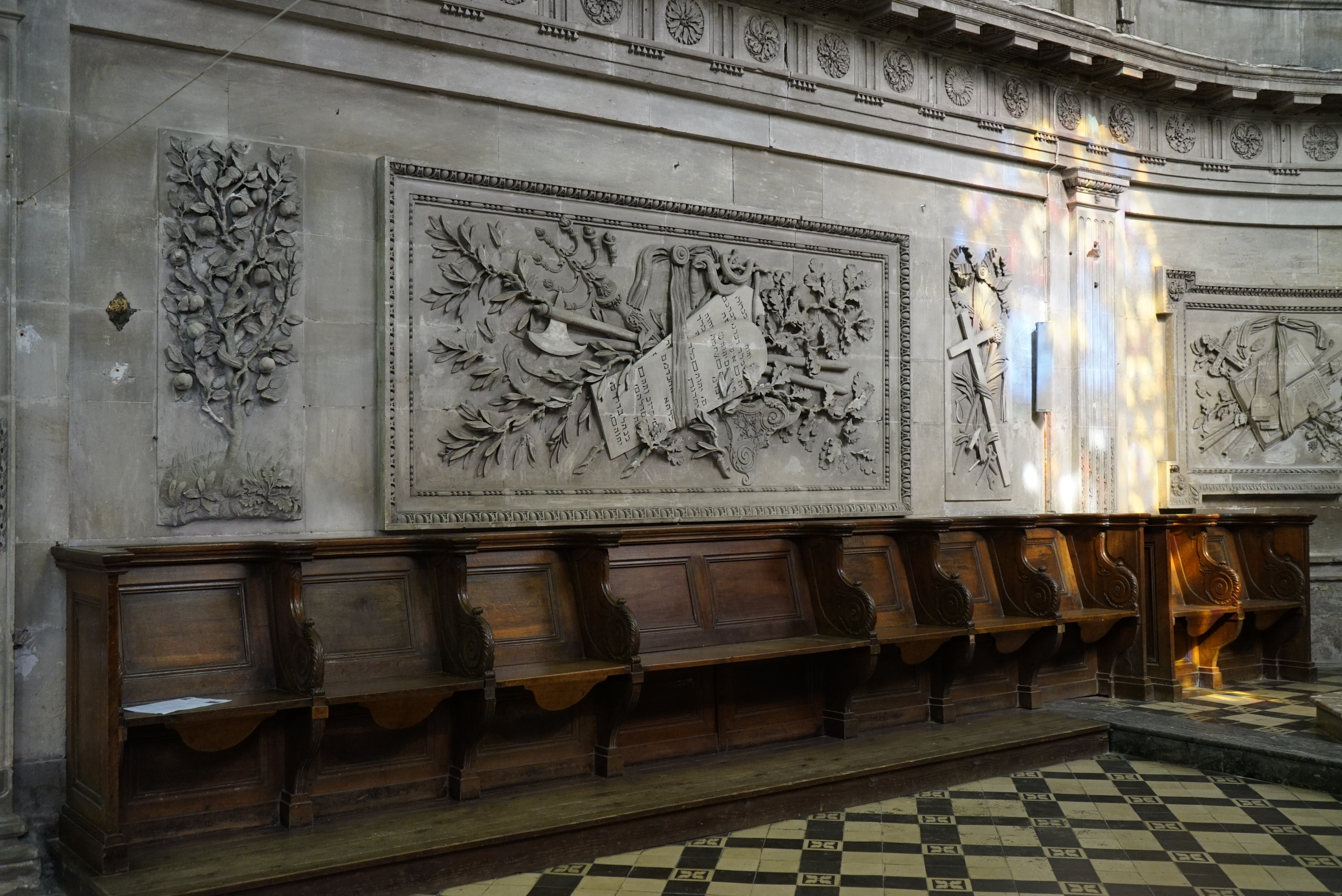
Stalles et sculptures du chœur,
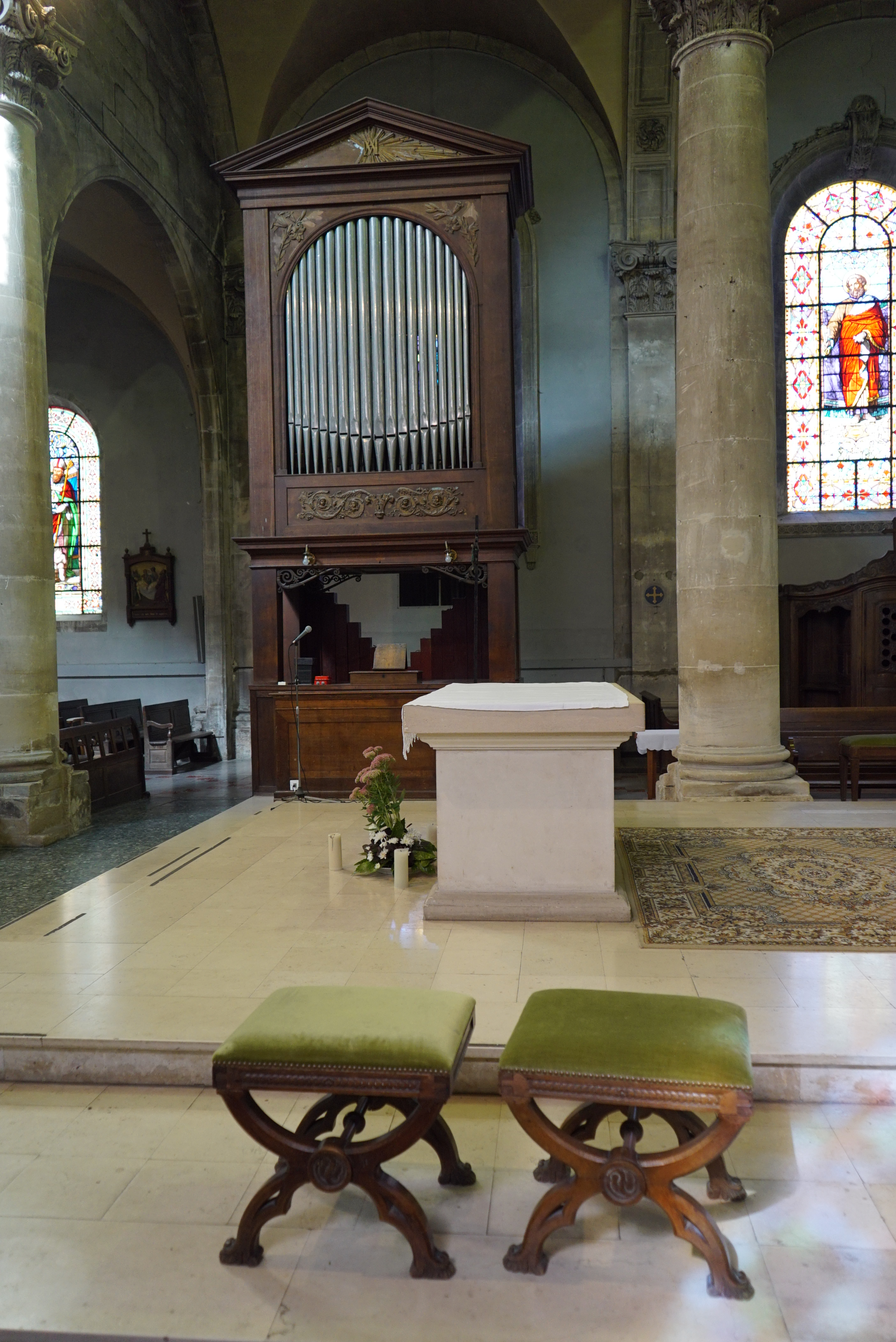
orgue du chœur,
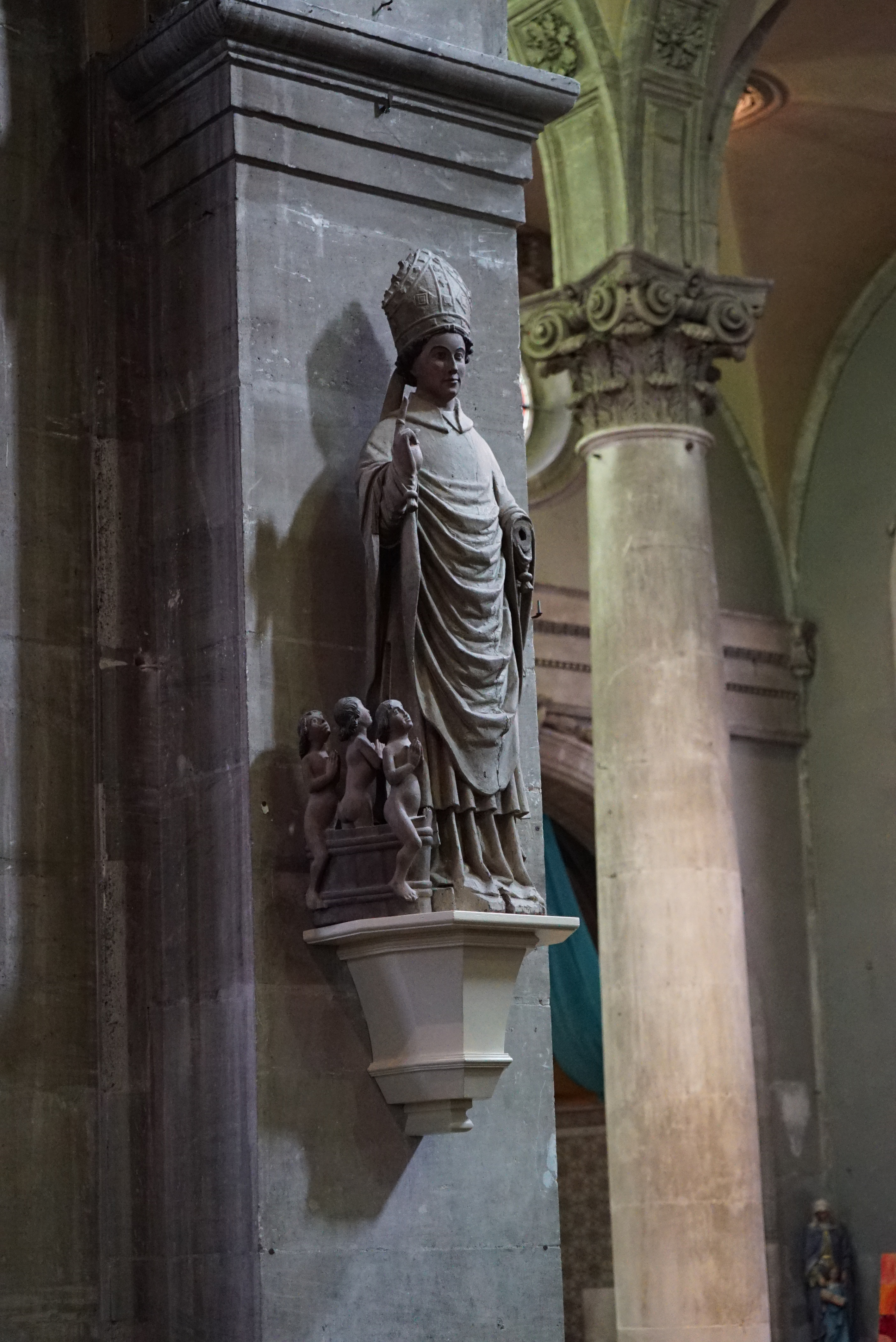
Nicolas de Myre,
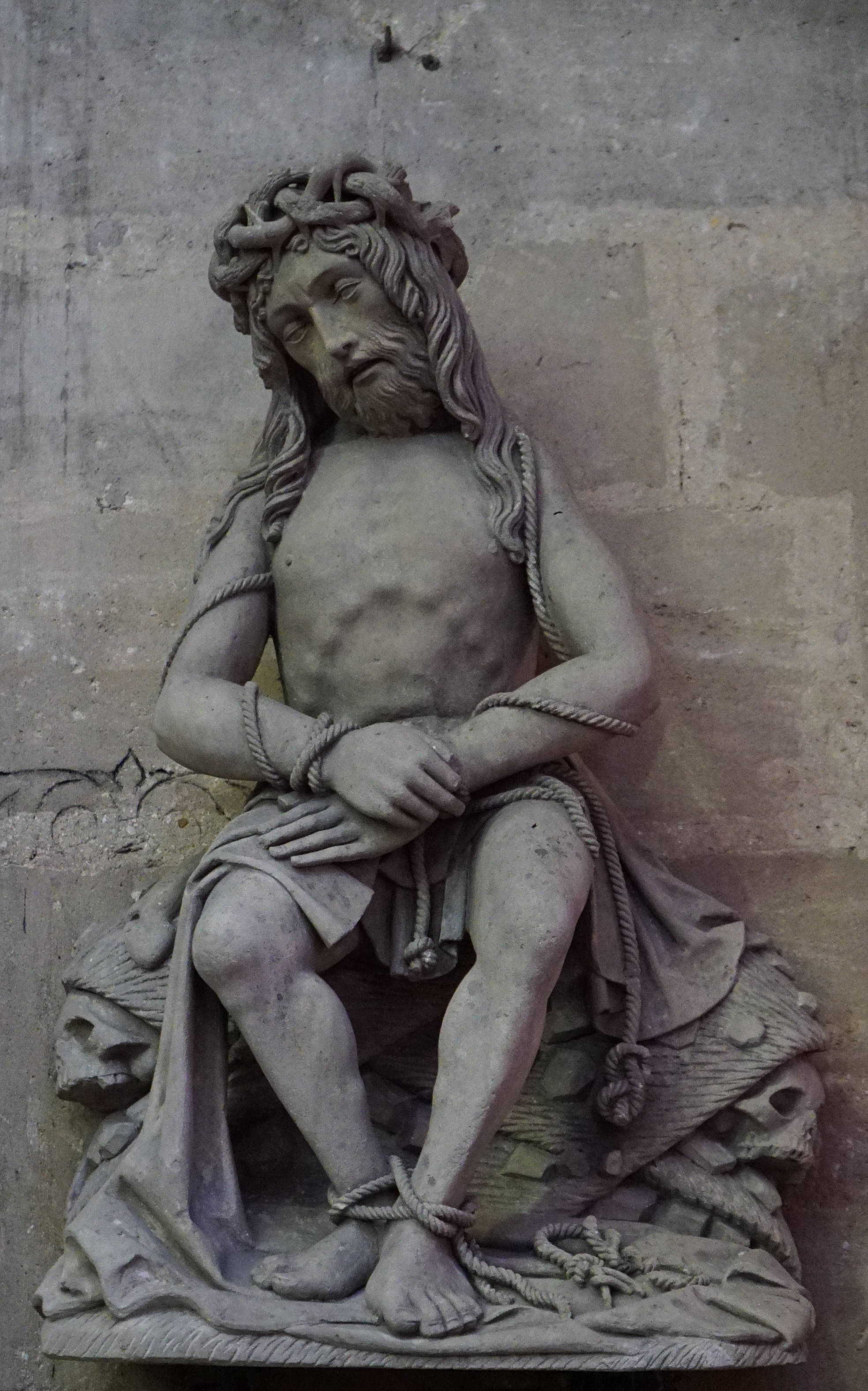
Christ aux liens,
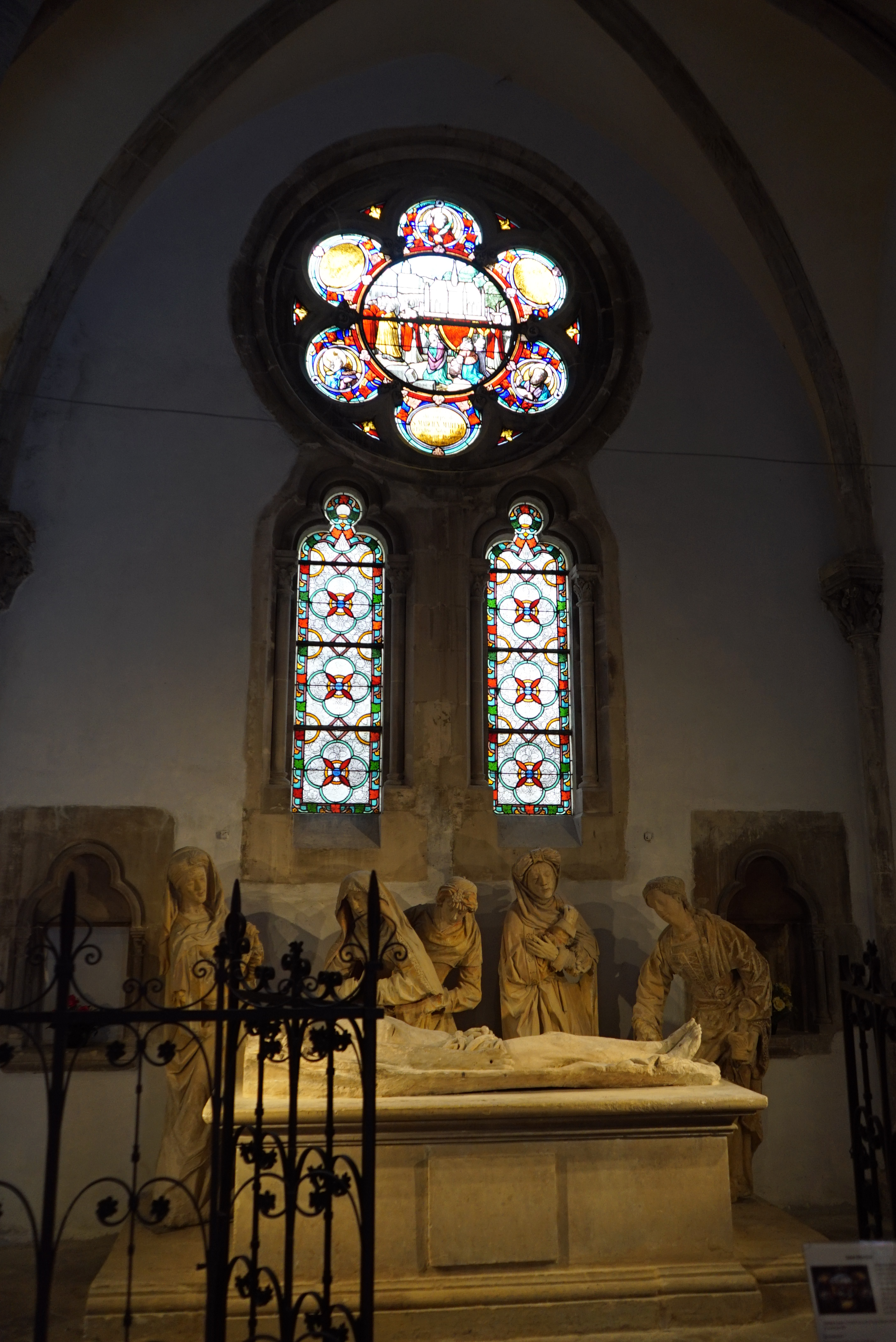
chapelle de la mise au tombeau.

## Vitraux
Les vitraux de la nef sont de 1863 et furent offerts par les corporations de la ville, le sud est décoré uniquement de femmes qui profitent de la meilleure lumière. Dans le chœur, l'Assomption est de 1895.

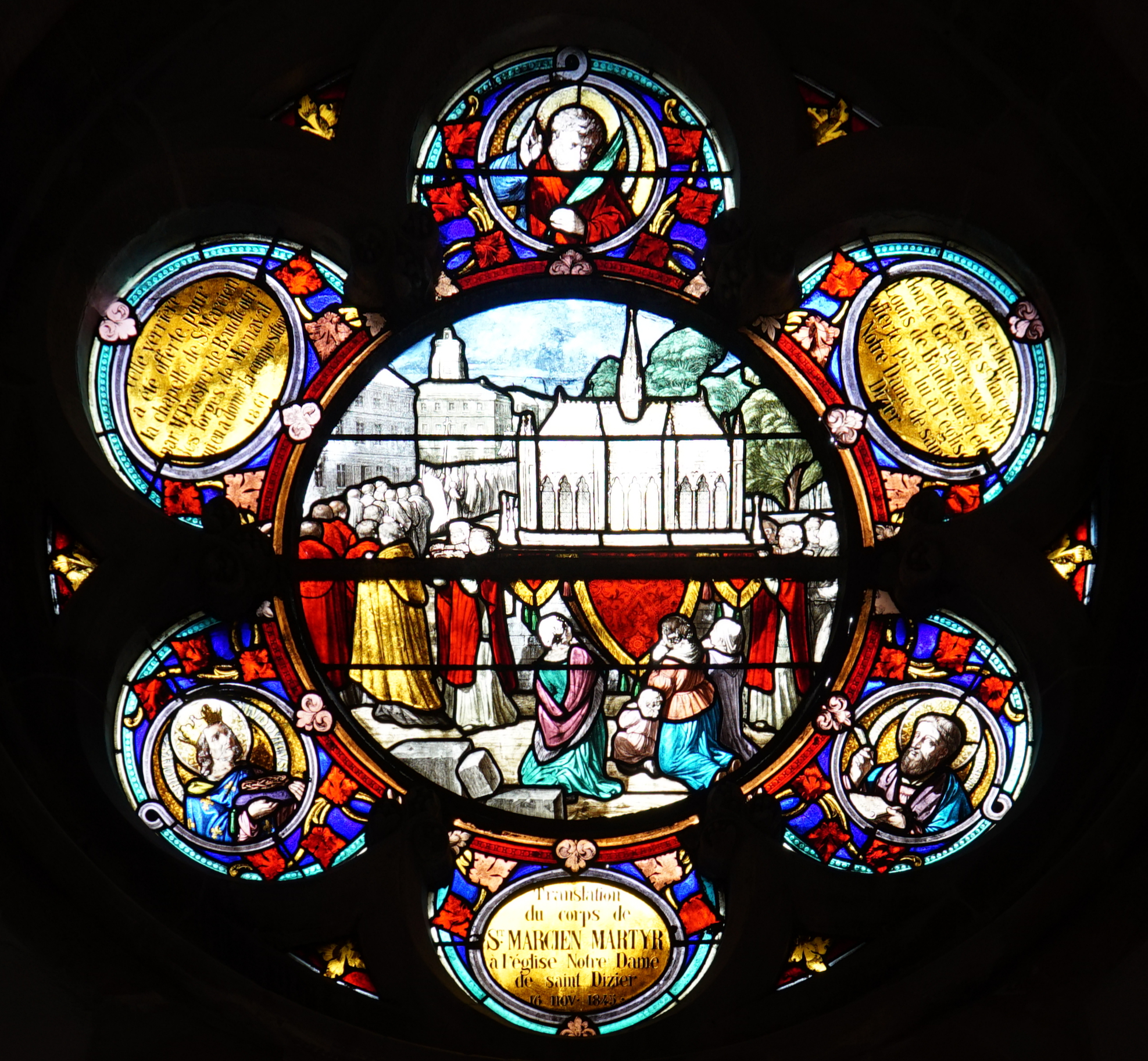
vitrail de Marcien,
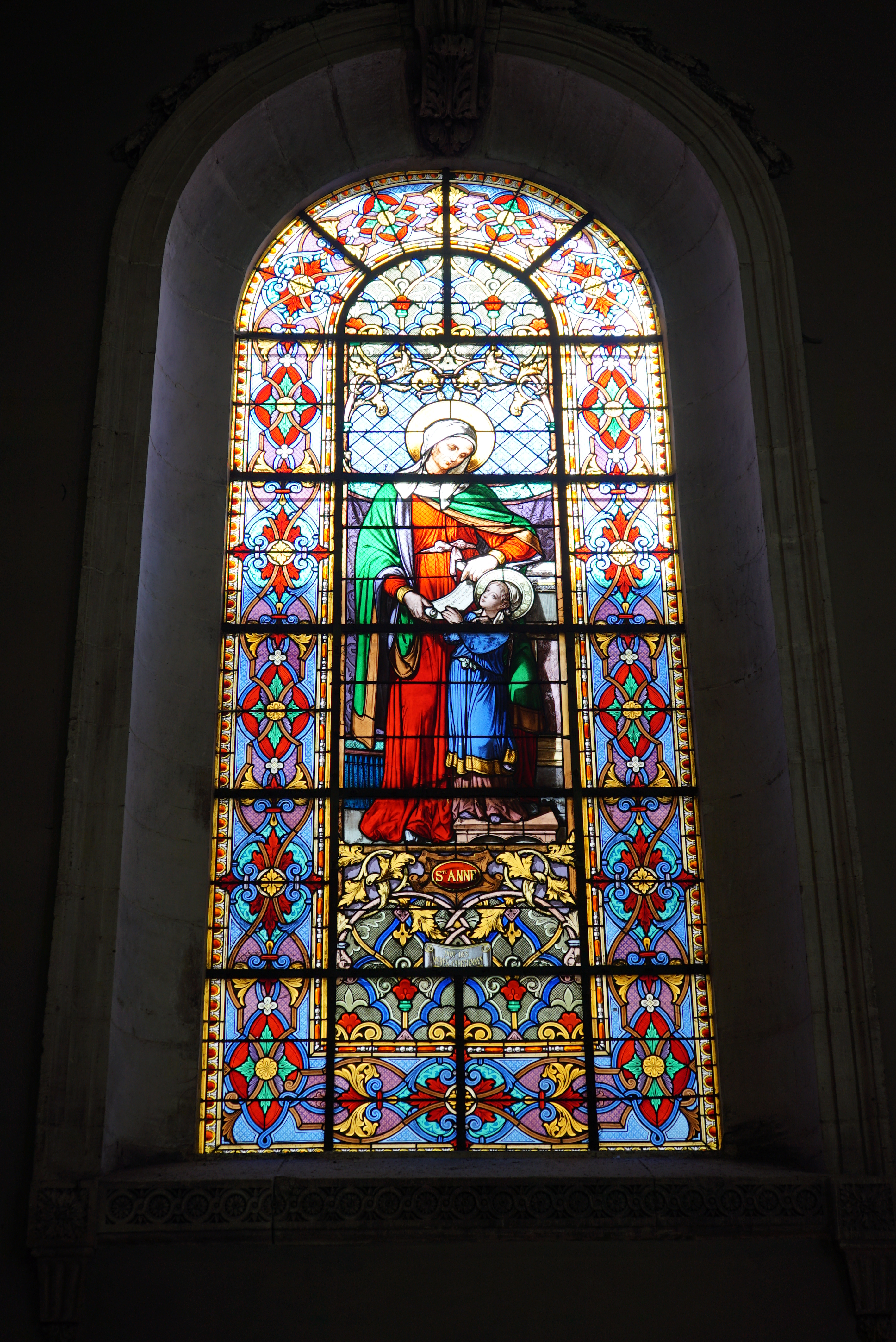
Anne (mère de Marie),
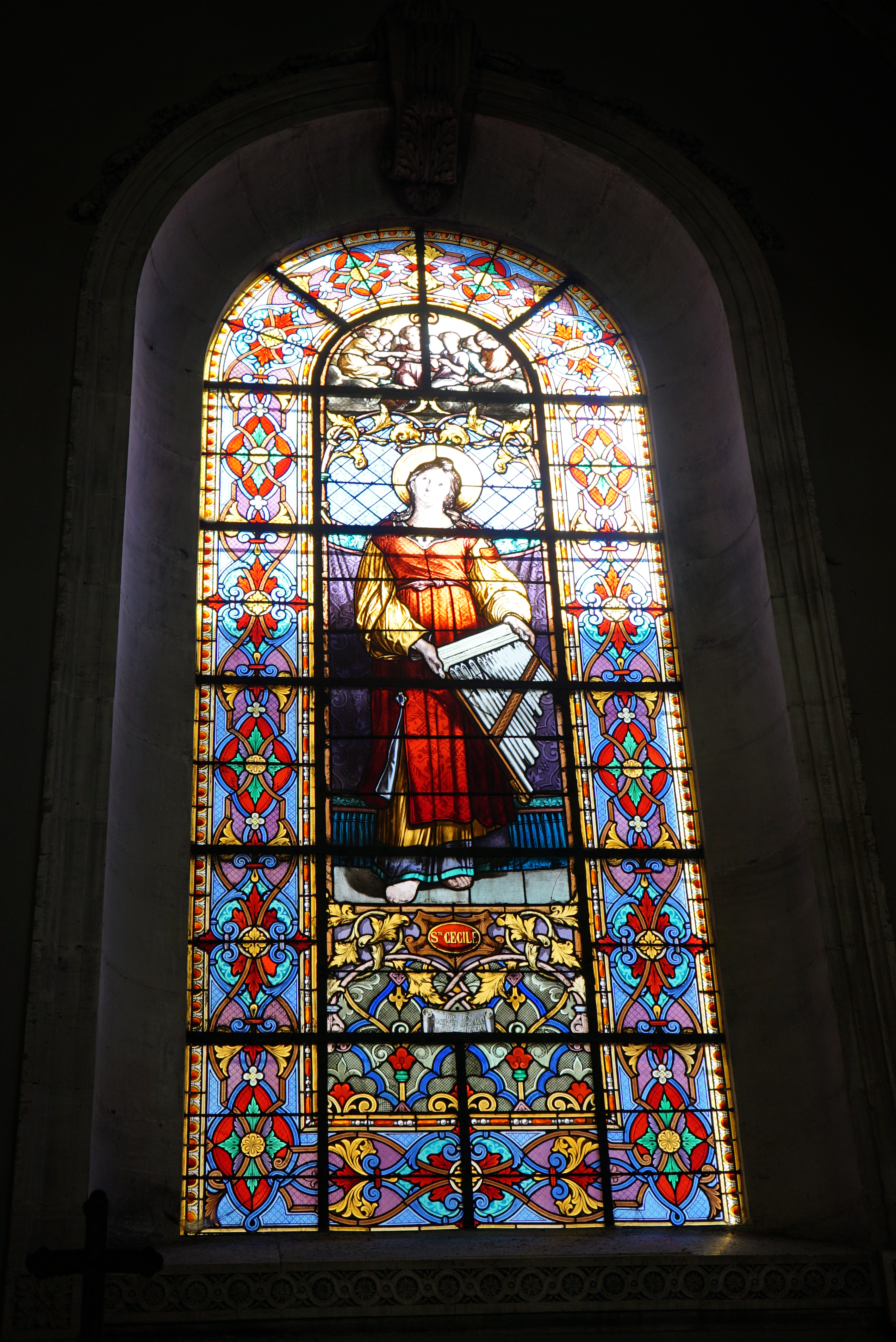
Cécile de Rome,
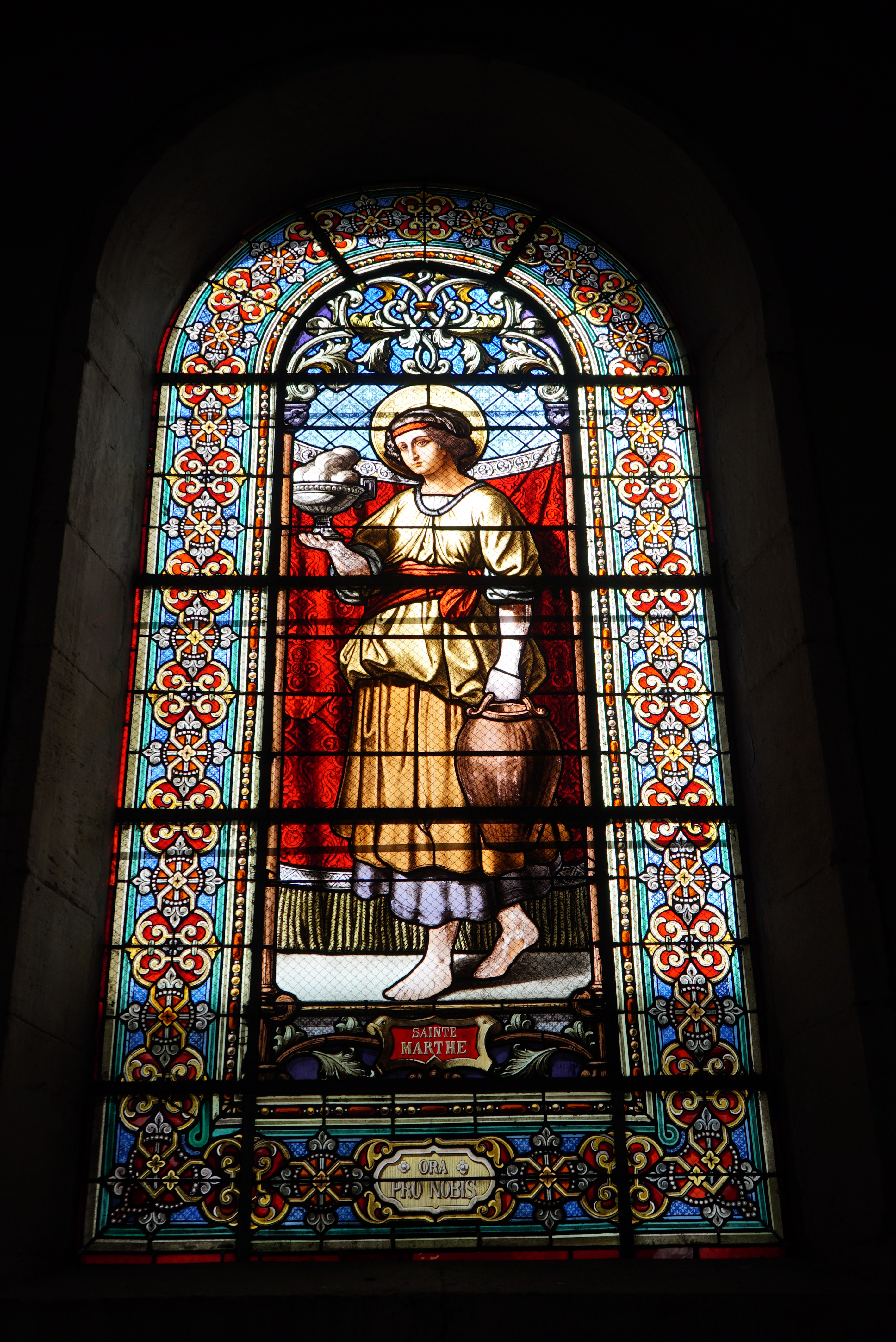
Marthe de Béthanie,
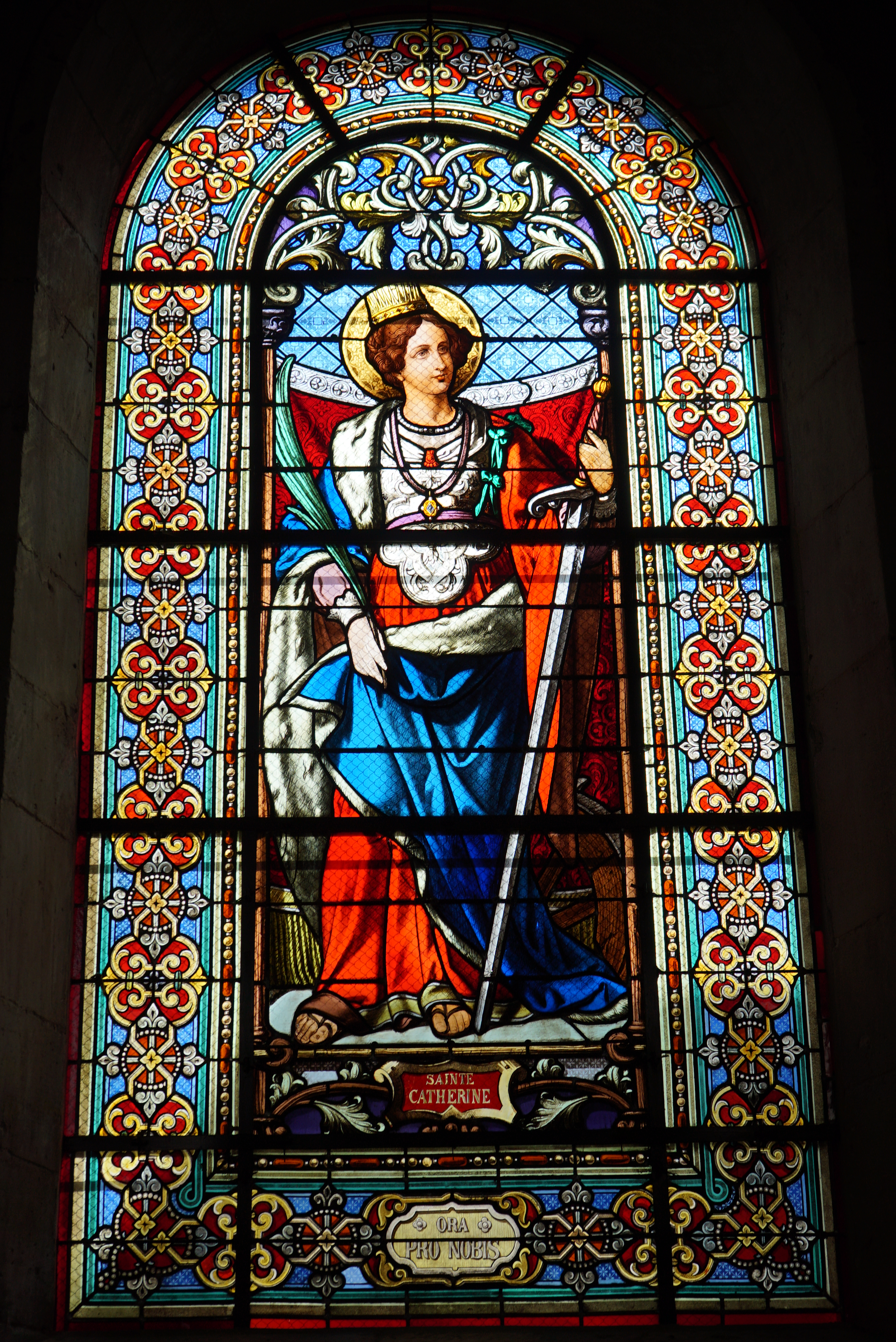
Catherine d'Alexandrie.

## La porte de la Miséricorde

Le jubilé de la Miséricorde a comme conséquence l'ouverture de la porte de la Miséricorde.

Comme plusieurs autres sites religieux à travers le monde, l'église Notre-Dame-de-l'Assomption possède une porte de la Miséricorde, une porte qui, en marge des portes saintes ouvertes tous les 25 ans ou selon les exceptions fixées par le Pape de Rome lors du déroulement des années saintes ou jubilés, a été établie à l'église Notre-Dame-de-l'Assomption suivant le désir du Pape François de voir le jubilé de la Miséricorde se répandre partout dans le monde. En somme cette porte comme toutes les autres portes de la Miséricorde, seconde les portes saintes quant à leurs rôles dans le jubilé de la Miséricorde proclamé par le Pape François qui s'est étendu du 8 décembre 2015 au 20 novembre 2016,.

## Protection
L'église a fait l’objet d’une inscription au titre des monuments historiques depuis le 12 mars 1942 pour le portail, arrêté remplacé par une inscription en 1990 protégeant la totalité de l'église.